# تسرع القلب البطيني
تسرع القلب البطيني أو عدم انتظام دقات القلب البطيني هو عدم انتظام دقات القلب، أو سرعة ضربات القلب، الذي ينشأ في واحدة من البطينين من قلب. البطينين هي غرف الضخ الرئيسية في القلب. واضطرابها ربما يهدد الحياة، لأن عدم انتظام ضربات القلب، قد يؤدي إلى الرجفان البطيني، توقف الانقباض (Asystole)، والموت المفاجئ.

## تصنيف

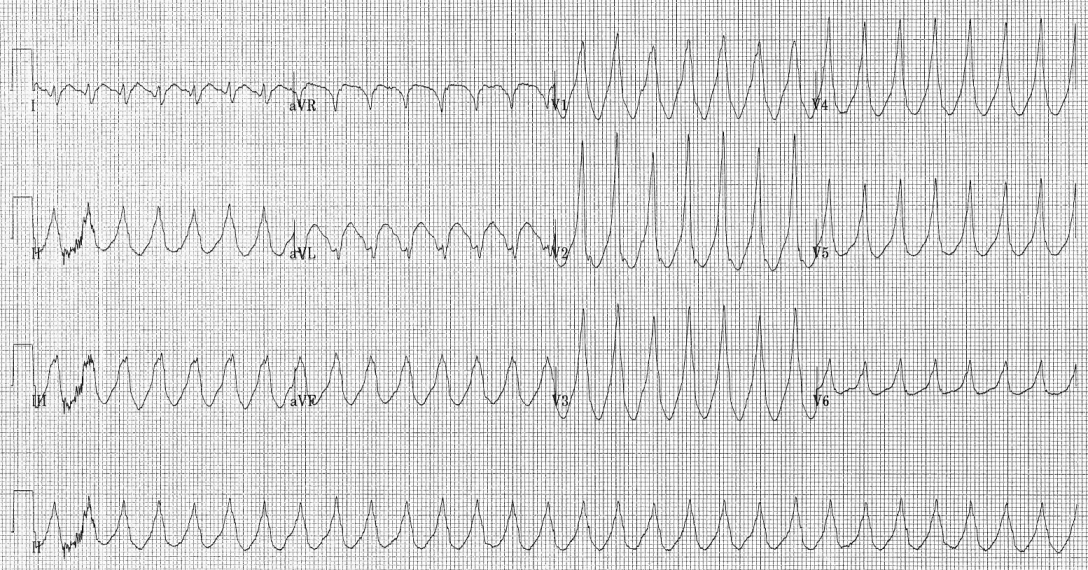
صورة لتخطيط القلب الكهربائي تظهر سلسلة من وحيد الشكل تسرع القلب البطيني (VT)

تصنف اضطرابات نظم القلب البطيني بالتالي:
1.ضربة مبكرة أكثر من المتوقع.
2.مركبات QRS اعرض من المتوقع.
3.تغيير في زاوية ال QRS بالإضافة إلى عدة صفات أخرى من الممكن ان تظهر في التخطيط الكهربي للقلب (EKG).
قد تنشا النبضات الباكرة من بؤرة واحدة أو من عدة بؤر في البطينين الأيمن والايسر وتكون ذات اشكال مختلفة:
1.نبضات باكرة تحدث بين الحين والاخر.
2. النبض التوامي (Bigeminy)، نبضة اعتيادية جيبية (Sinus)، بالتناوب مع نبضة بطينية باكرة، أو ثلاثية التوام (Trigeminal): نبضتان جيبيتان (Sinus) ونبضة بطينية باكرة بالتناوب.
3. بشكل ثنائي، أي نبضتين بطينيتين باكرتين متتابعتين.
4. ثلاث نبضات بطينية باكر متتابعة بوتيرة أكثر من 100 نبضة في الدقيقة وتسمى تسرع القلب البطيني (Ventricular Tachycardia).
قد تكون سبب الاضطرابات من مصادر مختلفة من البطين الأيمن أو الايسر وباشكال مختلفة، تظهر في تخطيط القلب الكهربائي (EKG). أو تنشا من بؤرة واحدة أو من عدة بؤر في البطين عند نفس المريض. من الممكن تقسيم النبضات البطينية حسب مصدرها من البطين الأيمن أو من البطين الايسر، كما يمكن ان نقسمها حسب شكل احادي أو اشكال مختلفة. يمكننا القول ان النبضات البطينية الباكرة الناشئة من عدة بؤر تشتمل على خطر تطور الحالة إلى نظم غير سوي، بالغ الخطورة.

## الأعراض
قد لا تظهر الاعراض عند جزء كبير من المرضى، فبعضهم يشعرون باعراض منها:
-خفقان القلب
-انقباض شديد في القلب.
-تسارع في دقات القلب
- تسرع في نبظات القلب البطيني أو حدوث رجفان بطيني.

## التشخيص
من الممكن تشخيص اضطرابات نظم دقات القلب البطيني بواسطة جهاز التخطيط الكهربائي (ECG), ويمكن أيضا تقديرها (مجموع النبضات البطينية الباكرة في مدة زمنية محددة، على الاغلب لمدة 24 ساعة) وتحديد سماتها (من بؤرة واحدة أو بؤر، من البطين الأيمن أو من البطين الايسر، نبضات فردية فقط أو باشكال توام (Bigeminal، ثنائية), بواسطة جهاز ضغط القلب الكهربائي (Holter monitor).

## العلاج
عادة لا يتم معالجة اضطرابات نظم القلب البطيني عند اصحاب القلوب المعافاة، ولكن في حال ظهور اعراض يمكن اعطائهم أدوية من فئة مضادات بيتا التي يمكنها تقليل ظهور النبضات البطينية واعراضها. من الشائع جدا حدوث حالات الموت الفجائي لدى مرضى القلب واضطرابات نظم القلب البطيني الباكرة، الا ان معالجتهم بعقاقير مضادة لخلل نبضات القلب يزيد من خطر موتهم نتيجة عدم انتظام الدقات. وتستثنى من ذلك الادوية من مجموعة مضادات بيتا وايضا اميودرون. لدى مرضى القلب من الممكن العلاج بواسطة دواء من مجموعة مضادات بيتا أو اميودرون إذا لم تكن هنالك تعليمات بعدم استعمال هذا الدواء..
وعند الشك بان اضطرابات دقات القلب البطيني قد تؤدي إلى حدوث تسرع القلب البطيني خاصة عندما يكون منشا النبضات البطينية من بؤرة واحدة، من الممكن علاج المرضى بواسطة الاجتثاث (Ablation). في عملية الاجتثاث تتم موضعة عضلة القلب والبؤرة البطينية، يتم تمرير طاقة بواسطة تردد راديوي يؤدي في الغالب إلى اختفاء النبضات البطينية المبكرة.